# Tympanophyllum arcufolium
Tympanophyllum arcufolium är en insektsart som först beskrevs av Wilhem de Haan 1842.  Tympanophyllum arcufolium ingår i släktet Tympanophyllum och familjen vårtbitare. Inga underarter finns listade i Catalogue of Life.